# Konstantin Frolov

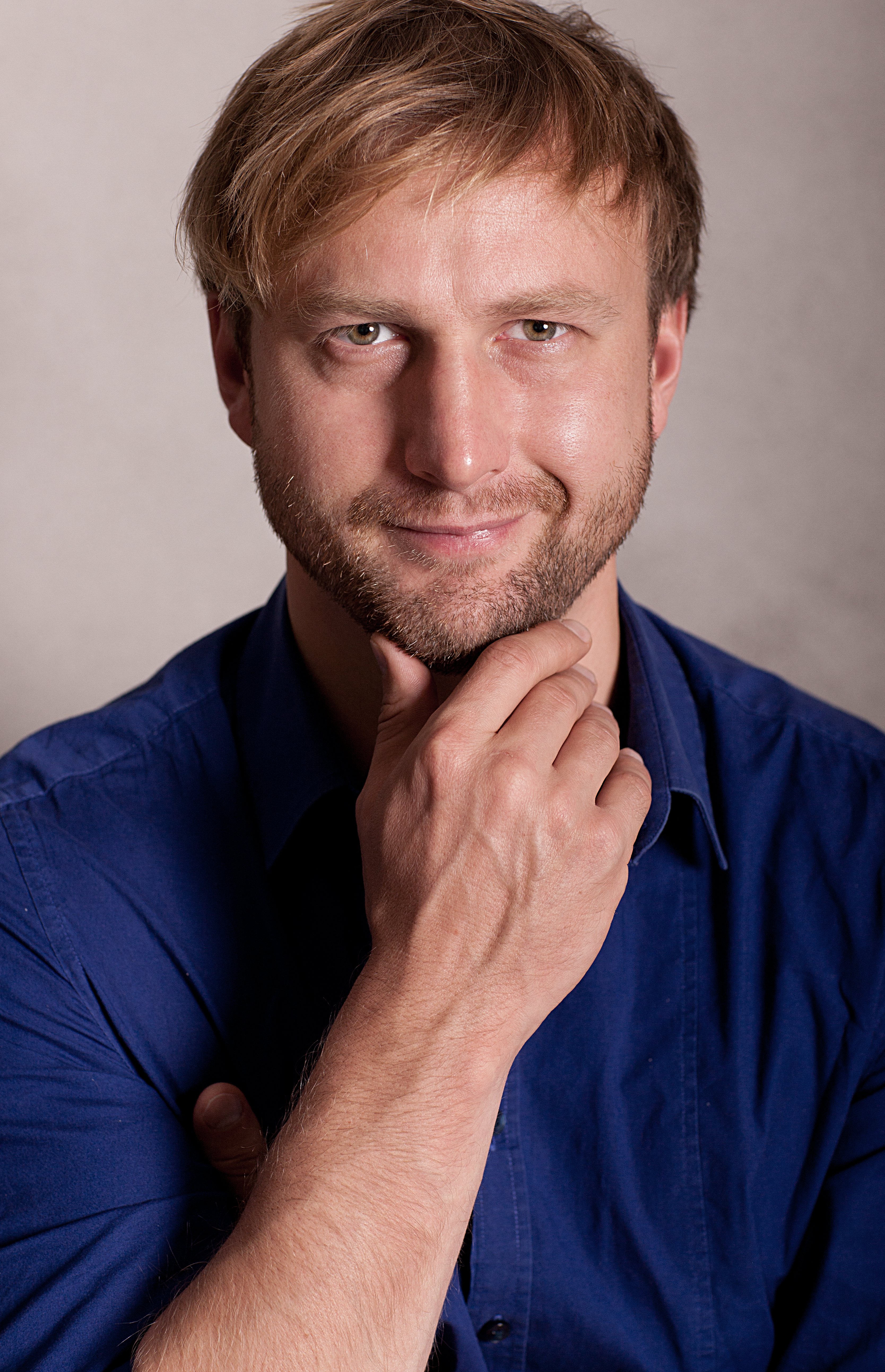
Konstantin Frolov (2020)

Konstantin Frolov (* 20. Mai 1986 in Tscheljabinsk) ist ein deutscher Schauspieler russischer Herkunft.

## Werdegang
Konstantin Frolov entstammt einer russlanddeutschen Familie. Sein Vater ist Maschinenbauingenieur und seine Mutter Ingenieurin für Wärmetechnologie. 1998 siedelte er mit seinen Eltern, seiner Schwester und Großmutter von Tscheljabinsk nach Deutschland über. Nach Zwischenstationen in Dresden, Cottbus und Feuchtwangen zog die Familie Frolov schließlich nach München. Dort absolvierte er sein Schauspielstudium an der Otto-Falckenberg-Schule. Bereits während des Schauspielstudiums wirkte er neben Josef Bierbichler im Stück Macht und Rebel von Matias Faldbakken an den Münchener Kammerspielen mit. Es folgte die Rolle des Czernowitz in der Italienischen Nacht von Ödön von Horváth, welche ebenfalls an den Münchener Kammerspielen aufgeführt wurde.
Sein Kinodebüt gab Konstantin Frolov 2009 noch als Schauspielstudent in Philip Kochs Picco. Im selben Jahr stand er in Bis aufs Blut – Brüder auf Bewährung von Oliver Kienle vor der Kamera. Sein Debüt im deutschen Fernsehen gab er ebenso 2009 in Davon willst du nichts wissen von Tim Trachte. Es folgen zahlreiche Dreharbeiten unter anderem für Tatort: Eine bessere Welt, Dreileben – etwas Besseres als der Tod sowie Scherbenpark. Für seine Darstellung in dem Film Unten Mitte Kinn von Nicolas Wackerbarth wurde er 2011 für den Förderpreis Deutscher Film in der Kategorie Bester Nachwuchsschauspieler nominiert. Des Weiteren spielte er einen Leutnant in der französisch-deutschen Koproduktion Das Meer am Morgen von Volker Schlöndorff sowie einen sowjetischen Offiziellen in Bridge of Spies – Der Unterhändler von Steven Spielberg. Für die fünfte Staffel der US-amerikanischen Dramaserie Homeland stand der Schauspieler ebenfalls vor der Kamera.

## Filmografie (Auswahl)
- 2010: Picco
- 2010: Bis aufs Blut
- 2010: Kennedys Hirn (Fernsehfilm)
- 2011: Dreileben (Miniserie)[2]
- 2011: Unten Mitte Kinn (Fernsehfilm)[3][4][5]
- 2011: Davon willst du nichts wissen (Fernsehfilm)[6]
- 2011: Das Ende einer Maus ist der Anfang einer Katze (Fernsehfilm)[7]
- 2011: Das Meer am Morgen[8]
- 2011: The Big Black
- 2011: Scherbenpark[9]
- 2011: Tatort: Eine bessere Welt (Fernsehfilm)[10]
- 2011, 2014: Der Kriminalist (Fernsehserie, 2 Episoden)
- 2012, 2014: Alarm für Cobra 11 (Fernsehserie, 2 Episoden)
- 2012, 2017: SOKO München (Fernsehserie, 2 Episoden)
- 2013: Auf einmal (Mittellanger Film)[11]
- 2013: Tatort: Macht und Ohnmacht (Fernsehfilm)[12]
- 2013: Ein Fall für zwei (Fernsehserie, 1 Episode)
- 2014: Die Bergretter (Fernsehserie, 1 Episode)
- 2013: Kommissarin Lucas – Bittere Pillen (Fernsehfilm)
- 2015: Bridge of Spies – Der Unterhändler (Bridge of Spies)
- 2015: Homeland (Fernsehserie, 1 Episode)
- 2016: Kommissarin Lucas – Schuldig (Fernsehfilm)[13][14]
- 2016: Berlin Station (Fernsehserie, 1 Episode)
- 2017: Frühling – Der Bergsteiger[15]
- 2018, 2022: SOKO Leipzig (Fernsehserie, 2 Episoden)
- 2018: Werk ohne Autor[16][17][18]
- 2019: Flucht durchs Höllental[19][20]
- 2020: Schwarzach 23 und das mörderische Ich[21][22]
- 2022: SOKO Stuttgart (Fernsehserie, Folge Der letzte Wille)

## Theater (Auswahl)
- 2007: Macht und Rebel (Münchner Kammerspiele)[23][24]
- 2008: Italienische Nacht (Münchner Kammerspiele)
- 2008: Heiratskandidaten (Otto-Falckenberg-Schule)[25]
- 2009: Am Stadtrand (Landestheater Tübingen)[26]
- 2013: Global Players (Landestheater Tübingen)[27][28]